# Ђурађ Црнојевић
Ђурађ Црнојевић (друга половина 15 века — почетак 16. века) био је последњи владар српске средњовјековне државе Зете из династије Црнојевића. Владао је од 1490. до 1496. године. Био је најстарији син и насљедник Ивана Црнојевића. Његовим напуштањем Цетиња у јесен 1496. године означен је крај државности Зете, односно Црне Горе, која је тада потпала под непосредну османску власт, а њено је подручје организовано као вилајет Црнојевића у саставу Скадарског санџака. Прво се склонио код Млечана, одакле је током наредних година покушао да поврати власт у Зети, али без успјеха. Потом се преселио у Османско царство, добивши од султана посједе у источним областима. Основао је Цетињску штампарију, прву српску штампарију која је радила од 1493. до 1496. године.

## Биографија
Ђурађ је замењивао оца често на власти, а последње године Ивановог живота непрестано. Први пут се оженио Јеленом, ћерком Карла Мусакија Топије. Шта се са Јеленом после бурних потреса у Зети и Албанији догодило, није познато. Претпоставке постоје да више није била у животу или да га је напустила. Када је Ђурађ преузео престо, Паоло Ерицо которски кнез и провидур (1489—1491), нуди му своју рођаку за жену, желећи да реши црногорско—млетачке односе. Ђурађ Црнојевић, јула 1490. године жени се Јелисаветом девојком из венецијанске властелинске породице Антониа Ерица. Кроз женидбу се ослања на млетачку политику у Средоземљу. Дуго су Црногорци били незадовољни Ђурађевом женидбом са Јелисаветом. Последица тог не задовољства се огледала кроз преувеличавање да је Јелисавета узрок свађе браће Ђурђа, Стефанице и Станка. Уједно су је окривили за пад Зете.
У политици, Ђурађ наставља линију свога оца, укључујући се у борбу против Турака. Он се као и његов отац ослањао на Млетачку републику, али је касније такође морао да прихвати турско вазалство.
Владао је Црном Гором од 1490—1496. године. Након што је сишао са политичке сцене, када је Зета била скоро у потпуном ропству Османлија, повлачи се на своје поседе у Будви, са себи најближима. По наводима из дјела „Diarii“ венецијанског историчара Марина Сануда (1466—1536) од Шарла VIII од Валоа (1470–1498) француског краља, Ђурађ је преко Млетачке републике тражио помоћ у борби против Османлија и повраћају пријестола у Зети. Помоћ је тражио и од папе и Млетачке републике, у вријеме када се са породицом налазио у Венецији (1496).
Против Османлија ће подићи устанак 1501. године, али због неуспеха биће приморан да се преда Турцима. Претпоставља се да је умро после 1503. године, највероватније 1514, на имању у Анадолији које му је поклонио султан Бајазит II. Лазар Томановић наводи податак да је он напустио очин престо и пошао у Млетке, да тамо страда, па да се из млетачких тамница спасава бјекством у Турску. Млађи брат Станиша је примио ислам, добивши име Скендер.
Петар I Петровић Његош у својој Историји Црне Горе наводи писмо Ђурађа Црнојевића, при напуштању Зете и одласка у Млетке. Између осталога пише: ...остављам  мјесто себе Митрополита Германа, а по њем будуће митрополите, докле, еда Бог промисли за србски народ на други бољи начин.

## Књижевни значај и заслуге
Упркос краткотрајности његове владавине и ограниченим средствима којима је располагао, Ђурађ Црнојевић је оставио дубоку бразду у историји српске средњовековне културе. На Цетињу 1493. основао прву српску штампарију, са штампарском пресом и алатом из Венеције и словима, матрицама и опремом израђеним на Цетињу. Уз помоћ седморице радника и јеромонаха Макарија, који му је израдио слова и штампао књиге (Макарије је умро у Хиландару 1528, где се вратио пошто је штампао и прве влашке словенске књиге у Трговишту, 1510. и 1512), Ђурађ је наставио традицију старе писарске вештине новим техничким средствима, наводећи у једној инкунабули као разлог свог прегнућа оскудицу у рукописним књигама због рушилачког налета Турака. Из цетињске штампарије изашло је 5 књига: Октоих првогласник (1493/94), делимично сачуван Октоих петогласник (1493/4), Псалтир с последованијем (1495), Требник, сачуван у одломцима, и изгубљено Четворојеванђеље (1495/6). Падом Зете 1499. гаси се и зетска штампарија. У склопу Псалтира с последованијем је и црквени календар за 1494. годину.

## Превод на савремени српски језик
- Ђурађ Црнојевић и мних Макарије у поговору штампаног Октоиха, у „Стари српски записи и натписи“, приредио Милорад Павић, Београд, Просвета и СКЗ, ед. Стара српска књижевност у 24 књиге, (1986). стр. 126–127.

## Породично стабло
|  |                       |  |  |  |  |  |  |  |  |  |  |  |  |  |  |  |
|  | 16. Радић Црнојевић   |  |  |  |  |  |  |  |  |  |  |  |  |  |  |  |
|  |                       |  |  |  |  |  |  |  |  |  |  |  |  |  |  |  |
|  |                       |  |  |  |  |  |  |  |  |  |  |  |  |  |  |  |
|  | 8. Ђурађ Ђурашевић    |  |  |  |  |  |  |  |  |  |  |  |  |  |  |  |
|  |                       |  |  |  |  |  |  |  |  |  |  |  |  |  |  |  |
|  |                       |  |  |  |  |  |  |  |  |  |  |  |  |  |  |  |
|  | 4. Стефан I Црнојевић |  |  |  |  |  |  |  |  |  |  |  |  |  |  |  |
|  |                       |  |  |  |  |  |  |  |  |  |  |  |  |  |  |  |
|  |                       |  |  |  |  |  |  |  |  |  |  |  |  |  |  |  |
|  | 9. Jelena             |  |  |  |  |  |  |  |  |  |  |  |  |  |  |  |
|  |                       |  |  |  |  |  |  |  |  |  |  |  |  |  |  |  |
|  |                       |  |  |  |  |  |  |  |  |  |  |  |  |  |  |  |
|  | 2. Иван Црнојевић     |  |  |  |  |  |  |  |  |  |  |  |  |  |  |  |
|  |                       |  |  |  |  |  |  |  |  |  |  |  |  |  |  |  |
|  |                       |  |  |  |  |  |  |  |  |  |  |  |  |  |  |  |
|  | 20. Pal Kastrioti     |  |  |  |  |  |  |  |  |  |  |  |  |  |  |  |
|  |                       |  |  |  |  |  |  |  |  |  |  |  |  |  |  |  |
|  |                       |  |  |  |  |  |  |  |  |  |  |  |  |  |  |  |
|  | 10. Иван I Кастриот   |  |  |  |  |  |  |  |  |  |  |  |  |  |  |  |
|  |                       |  |  |  |  |  |  |  |  |  |  |  |  |  |  |  |
|  |                       |  |  |  |  |  |  |  |  |  |  |  |  |  |  |  |
|  | 5. Mara               |  |  |  |  |  |  |  |  |  |  |  |  |  |  |  |
|  |                       |  |  |  |  |  |  |  |  |  |  |  |  |  |  |  |
|  |                       |  |  |  |  |  |  |  |  |  |  |  |  |  |  |  |
|  | 11. Voisava Tripalda  |  |  |  |  |  |  |  |  |  |  |  |  |  |  |  |
|  |                       |  |  |  |  |  |  |  |  |  |  |  |  |  |  |  |
|  |                       |  |  |  |  |  |  |  |  |  |  |  |  |  |  |  |
|  | 1. Ђурађ Црнојевић    |  |  |  |  |  |  |  |  |  |  |  |  |  |  |  |
|  |                       |  |  |  |  |  |  |  |  |  |  |  |  |  |  |  |
|  |                       |  |  |  |  |  |  |  |  |  |  |  |  |  |  |  |
|  | 12. Komnen Arianiti   |  |  |  |  |  |  |  |  |  |  |  |  |  |  |  |
|  |                       |  |  |  |  |  |  |  |  |  |  |  |  |  |  |  |
|  |                       |  |  |  |  |  |  |  |  |  |  |  |  |  |  |  |
|  | 6. Gjergj Arianiti    |  |  |  |  |  |  |  |  |  |  |  |  |  |  |  |
|  |                       |  |  |  |  |  |  |  |  |  |  |  |  |  |  |  |
|  |                       |  |  |  |  |  |  |  |  |  |  |  |  |  |  |  |
|  | 3.                    |  |  |  |  |  |  |  |  |  |  |  |  |  |  |  |
|  |                       |  |  |  |  |  |  |  |  |  |  |  |  |  |  |  |
|  |                       |  |  |  |  |  |  |  |  |  |  |  |  |  |  |  |
|  | 7. Maria Muzaka       |  |  |  |  |  |  |  |  |  |  |  |  |  |  |  |
|  |                       |  |  |  |  |  |  |  |  |  |  |  |  |  |  |  |
|  |                       |  |  |  |  |  |  |  |  |  |  |  |  |  |  |  |